# تیم ملی والیبال زنان سیشل
تیم ملی والیبال زنان سیشل تیم ملی والیبال زنان کشور سیشل است. بزرگ‌ترین پیروزی این تیم ملی برنده شدن مدال طلا مسابقات قهرمانی والیبال آفریقا در سال ۲۰۰۱ است.